# Çiçektepe
Çiçektepe (türkisch für Blumenhügel), (kurd. Avang) ist ein Dorf im Landkreis Kiğı der türkischen Provinz Bingöl. Çiçektepe liegt an den Hängen des Çiçekdağı Tepesi. Die Entfernung nach Kiğı beträgt 6 km.
Çiçektepe wurde bereits in osmanischen Dokumenten des 16. Jahrhunderts unter dem Namen Abvank als nichtmuslimisch gekennzeichnet. Es war  ein von Armeniern bewohntes Dorf. Vor dem Völkermord lebten dort 30 armenische Familien.
1965 umfasste die Dorfbevölkerung 354 Personen. Im Jahre 2009 lebten in Çiçektepe 29 Menschen.
Der ursprüngliche Name ist armenischen Ursprungs und lautet Abvank. Er ist in dieser Form im Grundbuch verzeichnet. Abvank wurde auch bei diversen Volkszählungen als Alternativbezeichnung verwendet.